# リサとガスパール

クリスマスのイルミネーション

『リサとガスパール』（フランス語: Les Catastrophes de Gaspard et Lisa、直訳すれば『ガスパールとリサの大失敗』）は、フランスの絵本作品のシリーズ名とそれに登場するキャラクター（通称「リサガス」）、及びその絵本を基にしたアニメ作品。
作者は、文：アン・グットマン、絵：ゲオルク・ハレンスレーベン。日本語版の出版社はブロンズ新社（2021年9月販売終了）。2023年から河出書房新社。訳：石津ちひろ。
日本でのシリーズ累計発行部数は2017年4月時点で約200万部となっている。

## 概要
フランスでは1999年、日本では2000年に刊行開始された。
フランス・パリ（の人間界）に住んでいる、ウサギでもイヌでもないとびきりキュートなパリの住人の「ふたり」 リサとガスパール、およびその家族を中心とした日常が描かれている。周囲の人間たちは彼らの存在になんの違和感も持っていない模様。独特の絵柄と可愛らしいキャラクターにより、日本でも人気のシリーズである。
リサとガスパールのキャラクターは、ゲオルグ・ハレンスレーベンがアン・グットマンにクリスマスプレゼントとして贈った手帳に描かれていたイラストを原型としている。

## キャラクター
※声の表記はアニメ「リサとガスパール -とびきりキュートなパリの住人-」での日本語吹替声優、演の表記は2018年に上演されたミュージカル「リサとガスパール　THE MUSICAL ダンス！ダンス！ダンス！」のキャスト
リサ (Lisa)
声 - 釘宮理恵（映画：リサとガスパール〜とびきりキュートなパリの住人〜）／飯塚雅弓／演 - 大宮千莉
主人公。赤いマフラーをした女の子。体色は白。ハプニングが起こった時ややりたいことは何でもやる活発な性格だが、いつも失敗して周りの人たち（特にパパ・ママ）に怒られてしまう。口癖は「わたしって　あったまいい!」「ひゃ～ やっちゃった」（原文だとCATASTROPHE !、原題のシリーズ名の由来である）「わぁー（ひゃー） どうしよう」。子供時代のアン・グットマンがモデル。年齢は「6歳くらい」の設定。誕生日は8月19日。ポンピドゥー・センターのパイプの中にある、パパの手作りの「木のおうち」に住んでいる。この設定は作者のアン・グットマンが7歳の頃、学校の授業で一般公開される前のポンピドゥー・センターを訪れたときの経験が元となり、リサを住まわせるにふさわしい場所として決められた。
『リサ ニューヨークへいく』では一人で飛行機に乗り、ニューヨークに出かけた。
家族構成はパパ・ママ・ビクトリア・リラの5人家族。
ガスパール (Gaspard)
声 - 小林由美子（映画：リサとガスパール〜とびきりキュートなパリの住人〜）／桑島法子／演 - 古賀瑠
もう一人の主人公。青いマフラーをした男の子。体色は黒。いつもリサの行動に振り回される。強がりだが、リサが困った時や泣いている時はそばで慰めてあげるという優しい性格。いたずら好きで時々とんでもないことをしでかしてしまう。口癖は「やばい! どうしよう」（これも原文だとCATASTROPHE !）。アン・グットマンの2歳年下の弟がモデル。誕生日は8月26日。
『Gaspard à Venise』では家族総出でイタリア・ヴェネツィア（ヴェニス）に出かけている。
家族構成はパパ・ママ・シャルル・ルイーズの5人家族。
- 『リサとガスパールのであい』で、リサがガスパールの学校に転校してきたことで2人は出会った。仲が悪かった2人は取っ組み合いの喧嘩をするが、その後かけっこでリサがガスパールのチームに入り、かけっこで勝ったことがきっかけで仲良くなり、後日、リサが自分の青いマフラーとガスパールの赤いマフラーを交換した。これにより2人は別名「マフラー兄妹」となった（但し、これはリサとガスパールだけの秘密で、周りの人たちは一切知らない）。2人が出会った日は10月8日[6]。
- 『リサとガスパール にほんへいく』で、リサとガスパールが来日した際、2人は鹿苑寺の金閣と詩仙堂を訪れている。同作は作者夫妻が2004年に来日した際の経験を元に描かれた[9]。

ビクトリア
声 - 生天目仁美（映画：リサとガスパール〜とびきりキュートなパリの住人〜）／後藤沙緒里
リサの姉。ワンピースを着ている。リサとの仲はあまり良くない。
リラ
リサの妹。『リサのいもうと』より登場。
マロ
リサの従兄弟。青いキャップをかぶっている。
リサのパパ
声 - 遠藤大智（映画：リサとガスパール〜とびきりキュートなパリの住人〜）／諏訪部順一
リサのママ
声 - 渡辺明乃（映画：リサとガスパール〜とびきりキュートなパリの住人〜）／松井暁波
リラを出産したその日のうちに病院から家まで歩いて帰宅した。
シャルル
声 - 渡辺明乃（映画：リサとガスパール〜とびきりキュートなパリの住人〜）／KENN
ガスパールの兄。黄色いマフラーをしている。
ルイ
ガスパールの弟。白いマフラーをしている。
ガスパールのパパ
声 - 柏士文（映画：リサとガスパール〜とびきりキュートなパリの住人〜）／石川界人
ガスパールのママ
声 - 生天目仁美（映画：リサとガスパール〜とびきりキュートなパリの住人〜）／石川綾乃
バラディせんせい
声 - 込山順子（映画：リサとガスパール〜とびきりキュートなパリの住人〜）／南條愛乃／演 - 服部杏奈
リサとガスパールが通う小学校のクラス担任で、人間の女性教師。
ジャン・クロード
演 - 長居潤
バラディせんせいの飼い犬。
ヒュージェットさん
演 - 森隆二
ガスパール一家のすぐ下の階に住んでいる初老紳士。
フクシマさん
リサとガスパールが日本に来た時の案内役。人間。『リサとガスパール にほんへいく』に登場。
リサやガスパール及び彼（女）たちの家族はふだんほとんど裸で生活している（ビクトリアだけは例外）が、なぜかみんな常にマフラーだけはしている。にもかかわらず、水泳のときには水着を着用する。場合によっては靴を履いたり帽子をかぶったり、手袋をはめたりすることもある。

## 舞台・モデル
シリーズ中には、背景として実在するパリの著名な場所・施設が多数登場する。
たとえば、
- 前述のとおり、リサはポンピドゥー・センターに住んでいる設定である。
- 『リサとガスパールのマジック・ショー』で、ガスパールが手品に使うハトを探しに出かけたのはヴォージュ広場（英語版、フランス語版）[10]。
- 『リサとガスパールのローラーブレード』で、ガスパールが誕生日プレゼントとして貰ったローラーブレードを履いて散歩に出かけたのはエッフェル塔周辺[11]。
- 『リサ かぜをひく』で、リサが水溜り遊びをしたのはセーヌ川沿い、マリー橋近く[12]。
- 『リサとガスパールのピクニック』で、2人がピクニックに出かけたのはリュクサンブール公園[13]。
- 『リサとガスパール デパートのいちにち』で、2人が出かけたデパートはギャラリー・ラファイエット本店[14]。

ただし、シリーズ中で出てきている具体的な地名は、ニューヨーク、ヴェネツィア、日本などすべてフランス国外であり、フランスやパリをはじめとしたフランス国内の地名・固有名詞が作品中で言及されたことは今までない。

## シリーズ一覧

### 原作絵本
（日本語版、発行年月順）
1. リサ ひこうきにのる（2000年9月）
2. リサとガスパールのクリスマス（2000年9月）
3. リサ ニューヨークへいく（2001年1月）
4. リサとガスパールのローラーブレード（2001年1月）
5. ガスパール びょういんへいく（2001年9月）
6. リサのこわいゆめ（2001年9月）
7. リサとガスパールのはくぶつかん（2001年11月）
8. リサのいもうと（2001年11月）
9. リサのおうち（2002年5月）
10. リサとガスパールのであい（2002年5月）
11. リサ ジャングルへいく（2002年11月）
12. ガスパール こいぬをかう（2002年11月）
13. ガスパール うみへいく（2003年5月）
14. リサ れっしゃにのる（2003年7月）
15. リサとガスパールのたいくつないちにち（2004年2月）
16. リサ かぜをひく（2004年10月）
17. リサ ママへプレゼント（2006年3月）
18. リサとガスパールのレストラン（2005年10月）
19. リサのすてきなスカーフ（2006年6月）
20. リサとガスパールのピクニック（2006年9月）
21. リサとガスパール にほんへいく（2007年3月）
22. リサ こねこをかう（2007年6月） ISBN 978-4893094148
23. リサとガスパールのちいさなともだち（2008年9月）
24. リサとガスパール　えいがにいく（2009年10月）
25. リサとガスパール　ゆうえんちへいく（2013年6月）
26. リサとガスパールのしんがっき（2014年2月）
27. ガスパール　こいをする（2015年8月）
28. ガスパール　とうきょうへいく（2017年5月）

ことばあそびえほん
1. おうちにあるものどんなもの（2001年5月）
2. のりもの のりもの どんなもの（2001年5月）

おおがたえほん
1. リサとガスパール デパートのいちにち（2003年11月）
2. リサとガスパールのマジック・ショー（2005年3月）
3. リサとサンタクロース（2007年10月）ISBN 978-4-89309-422-3
4. リサとガスパール　おたんじょうびおめでとう（2011年4月）

料理ムック
1. リサとガスパールのデザートブック（山本ゆりこ 訳/2005年7月）

なお、原書第一作Gaspard à Venise（仮題：ガスパール ヴェニスへいく）と原書第二十八作Gaspard et Lisa baby-sitters（仮題：リサとガスパールのベビーシッター）の日本語版は2015年8月現在に至るまで未刊行である。また、フランス語版と日本語版とでは発行の順序が異なるものがあるが、日本語版では独自に発行順にシリーズ番号を振っている。これらの理由で、通常のシリーズ（ことばあそびえほん、おおがたえほん、料理ムックに属さないもの）の背表紙の一番下に記されたシリーズ番号は、原書とその日本語版の訳書とで一致しない。
『リサのおうち』のフランス語版原書La maison de Lisaには表紙の絵が異なる二つのバージョン（発行日1999年11月3日のものと発行日2000年7月1日のもの）があるが、日本語版の表紙に採用されているのは後者である。
『リサとガスパールのピクニック』の表紙はエドゥアール・マネの草上の昼食のパロディである。マネは『草上の昼食』で、正装した紳士と全裸の女性を描いたために大スキャンダルを引き起こしたが、本書の表紙では、もともとほとんど全裸のリサ、ガスパール、ルイーズがマフラーだけを着用して『草上の昼食』の人物たちに似たポーズを取っている。

## タイアップ
- 2006年 - Pasco 超熟 CMキャラクター
- 2005 - 2008年 阪急百貨店 クリスマスシーズン・イメージキャラクター

阪急百貨店はこれらの年のクリスマスシーズンに、ゲオルグ・ハレンスレーベンによって描かれたリサとガスパールのオリジナルの絵が印刷された紙袋を買い物客に配った。2006年の絵は、地理的条件から判断してパリのシュリー橋から見たセーヌ川、トゥルネル橋、サン＝ルイ島そしてノートルダム寺院の夕景ないしは夜景であり、シュリー橋の雪の積もった歩道の上を歩くリサとガスパールが見える。ガスパールは何か小さな赤い箱を手に持っている。
阪急百貨店がクリスマスシーズンのキャラクターとして起用したころ、日本では「リサとガスパール」は、まだあまり普及していなかった。この起用によって人気に火がつき、今では人気キャラクターとして定着している。
- 2012年 -  PON!（日本テレビ）天気予報コーナー・コラボレートキャラクター[15]
- 2013年4月 -  ニッセイ学資保険・キャンペーンキャラクター[16]

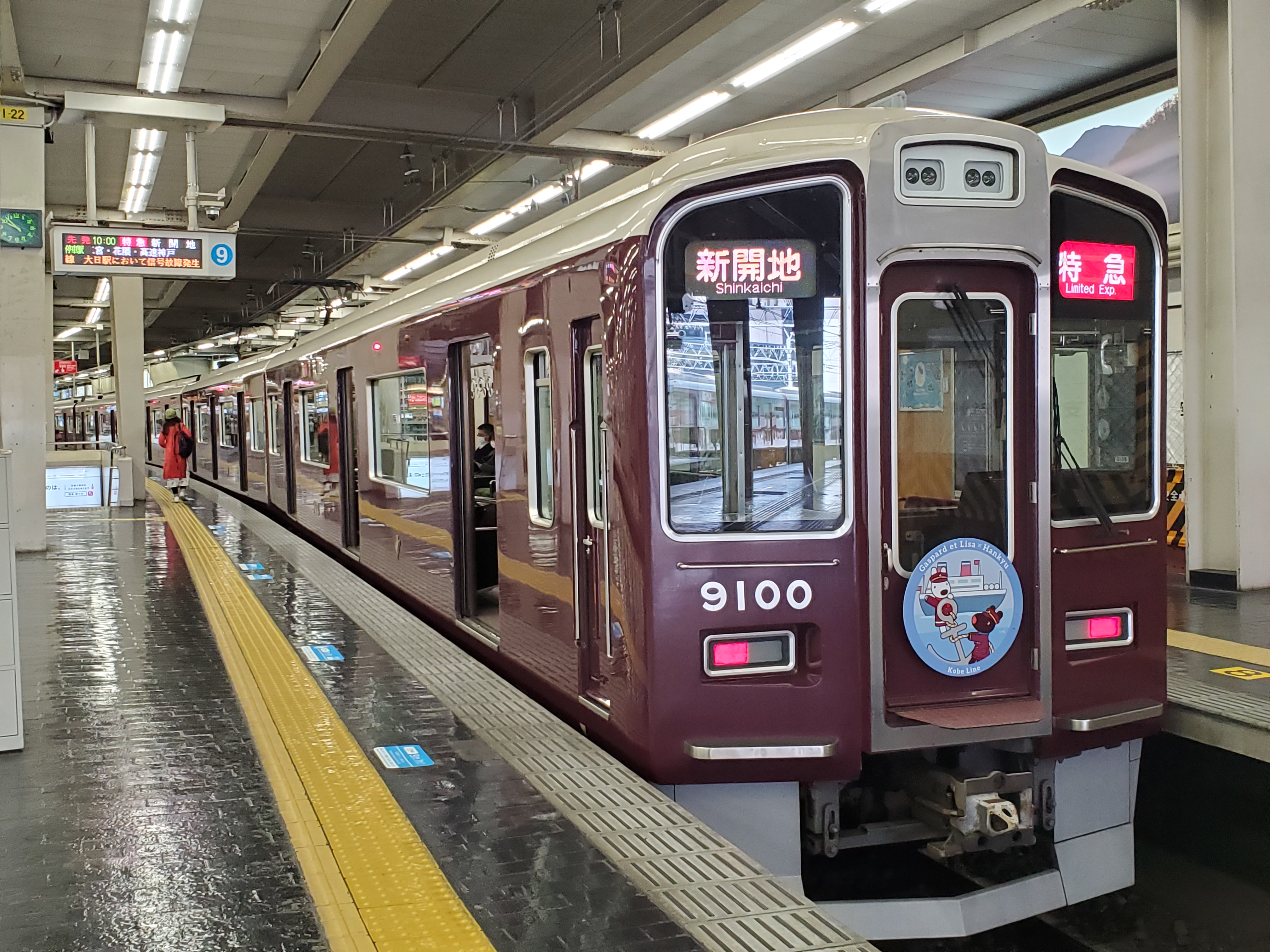
阪急9000Fラッピング車両（2020年）

- 2020年11月 - 2021年2月 阪急電鉄タイアップ企画

スタンプラリー、主要路線でのヘッドマーク掲出などを実施。

## 雑誌特集
- 「作者アン&ゲオルグ夫妻の『ペネロペ』もアニメで大人気! リサとガスパールのパリ案内」『MOE』2007年4月号、6-36頁。（白泉社）
- 「『リサとガスパール』日本上陸10周年記念 リサとガスパール&ペネロペのすべて」『MOE』2010年4月号。

## 関連書籍
「リサとガスパールのポストカードデザインブック」『アスキームック』（2004年11月） アスキー

## テレビアニメ
2011年から2013年までアメリカのディズニー・ジュニアで放送された作品。日本では「リサとガスパール -とびきりキュートなパリの住人-」という邦題で、2011年2月から時期未明までディズニーチャンネル→ディズニージュニアにて放送されていた。
地上波ではとちぎテレビをはじめ、KBS京都、TOKYOMXで放送された。

## 映画
『リサとガスパール -とびきりキュートなパリの住人-』（Gaspard et Lisa）は、2010年9月11日公開の初のアニメ化となるCG映画。全国18スクリーンで公開。4話+スペシャルエピソードを上映。キャッチコピーは「リサとガスパールが ひゃー やっちゃった!☆」。

### キャスト
- リサ - 釘宮理恵
- ガスパール - 小林由美子

### クレジット
- 提供 - 株式会社ソニー・クリエイティブプロダクツ
- 配給 - 東宝映像事業部
- 原作 - アン・グットマン、ゲオルグ・ハレンスレーベン
- シリーズ総合演出 - キティ・タイラー

## ミュージカル
『リサとガスパール THE MUSICAL ダンス！ダンス！ダンス！』は、2018年に日本で公演されたミュージカル 。

### 公演日程
- 2018年4月5日 - 8日、全労済ホール/スペース・ゼロ
- 同年4月28日、所沢市民文化センター ミューズ
- 同年5月4日、船橋市民文化ホール
- 同年5月19日、府中の森芸術劇場 どりーむホール
- 同年5月20日、戸田市文化会館

### キャスト
ダンス出演のキッズを除く。
- リサ - 大宮千莉
- ガスパール - 古賀瑠
- バラディ先生 - 服部杏奈
- ヒュージェットさん - 森隆二
- ナルオ - 蓮城まこと
- ジャン＝クロード - 長居潤
- バステイアン - 小溝凪
- エリカ - 坂上梨々愛
- ポール - 川口空汰
- ニコラ - 茅森優那

## 関連施設

### リサとガスパール カフェ
新東名高速道路・駿河湾沼津サービスエリア（上り線）内に世界初の常設カフェが2012年4月～2014年9月7日まで、富士急行の運営でテナント出店された。。

### リサとガスパール タウン
2013年7月27日、富士急ハイランドの第1入園口外に世界初のテーマパークがオープン。タウン内はレストランやショップのあるパリの街並みを再現したエリアと、カルーセルや実物の25分の1スケールのエッフェル塔がある庭園で構成されている。同時に隣接するハイランドリゾート・ホテル＆スパ内に「リサとガスパール レストラン（～2018年5月末日）」「リサルーム」「ガスパールルーム」もオープンした。2017年7月には、富士急ハイランド園内にリサとガスパールをテーマにした吊り下がり式のコースター「リサとガスパールのそらたびにっき」がオープンした。
同じ敷地内にあるフジヤマミュージアムの館内には、ゲオルグが描いた園内で過ごす2人の様子の原画が、常設展で公開されている。2019年3月15日からは、富士急行線の6000系電車1編成を、2人の誕生20周年を記念して「リサとガスパールトレイン」に改装して運行されている。

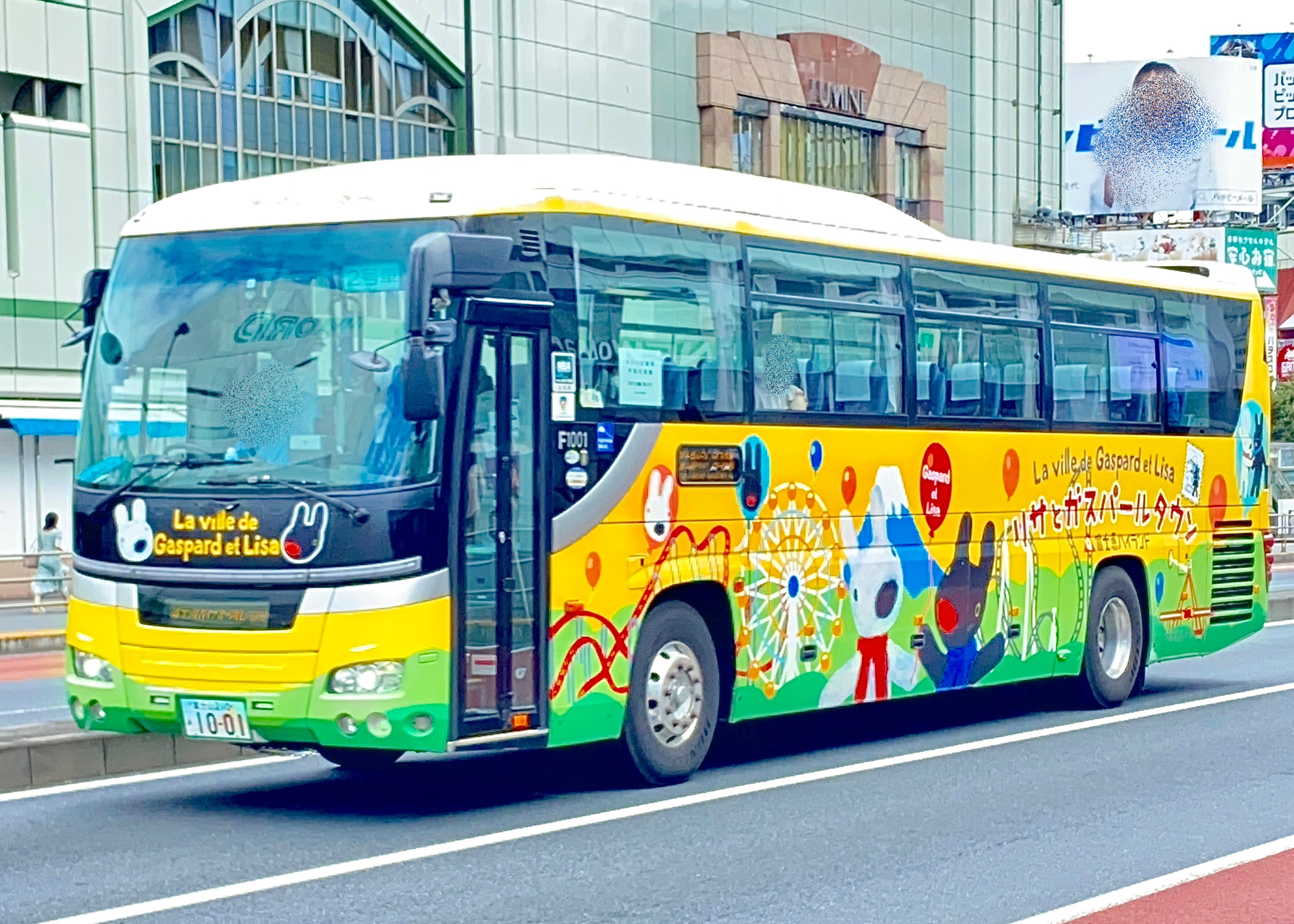
富士急バスが運行するリサとガスパールタウンラッピングバス
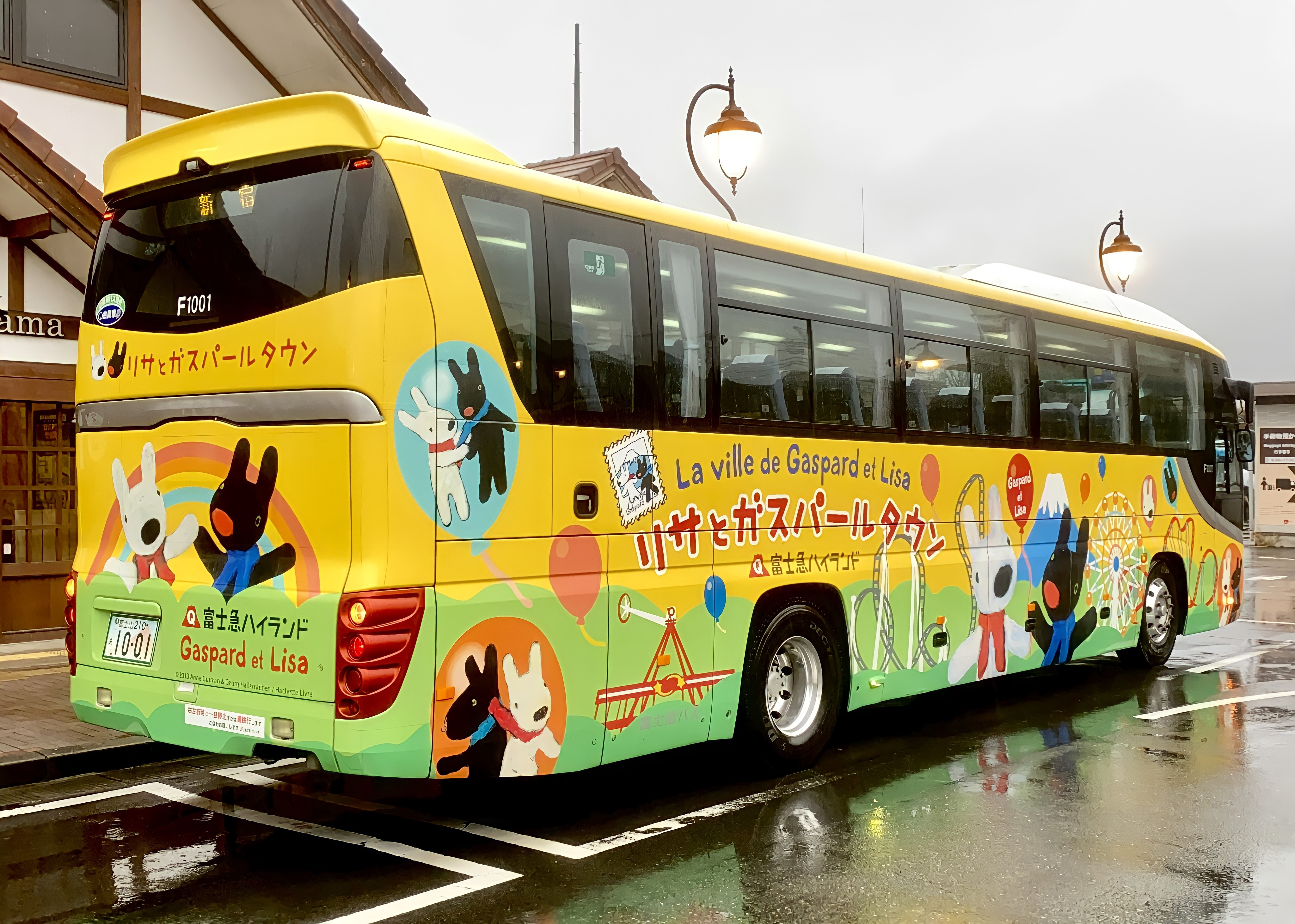
後方